# Fix (aviazione)
Il fix (dall'inglese to fix, fissare, sottinteso su una carta di navigazione) è la posizione di un aeroplano, determinata a vista (regole del volo a vista - VFR) o tramite gli strumenti di navigazione (regole del volo strumentale - IFR).

## Tipi difix
I fix possono essere suddivisi a seconda dello scopo. Nella parte pubblicata delle informazioni aeronautiche di ogni Stato (AIP), vengono riportati tutti i fix utilizzati nelle procedure di volo e nelle aerovie, solitamente:
- punti di riporto, sia a vista che strumentali;
- fix di procedura;
- radioassistenze.

Nella fase di navigazione, il fix è invece la posizione istantanea dell'aeroplano, determinata con l'uso degli strumenti di bordo, solitamente tramite intersezioni di radiali VOR, rilevamenti da DME e NDB. È possibile anche utilizzare le piattaforme inerziali di navigazione, che sono in grado solitamente di fare rilevamenti in distanza e rotta magnetica da e per qualunque posizione geografica: in questo caso si parla di fix RNAV.

### Fix nelle procedure strumentali
In ogni procedura di avvicinamento strumentale devono essere presenti almeno l'Initial Approach Fix (IAF), da cui inizia il segmento di avvicinamento iniziale, e il Missed Approach Point (MAPt), da cui si inizia la procedura di mancato avvicinamento. Possono essere inoltre presenti l'Intermediate Fix, da cui inizia il segmento di avvicinamento intermedio, e il Final Approach Fix, da cui inizia il segmento di avvicinamento finale. Ulteriori punti sono lo Holding Fix, su cui è possibile far attendere un volo per smaltire il traffico che lo precede, e i vari turning point, punti dove inizia una virata. I punti in cui si è liberi dagli ostacoli e si può continuare la discesa vengono detti step-down fix. Negli avvicinamenti ILS, può essere presente il Final Approach Point (FAP), dove la rotta di avvicinamento sul localizzatore incontra il sentiero di discesa del glide path.
Nelle procedure di partenza, solitamente sono presenti i punti in cui iniziano le virate, e quelli che devono essere attraversati a quote specifiche, sia per garantire la separazione dagli ostacoli, sia a fini antirumore.